# Roderick Hyde
Roderick A. Hyde est un physicien et ingénieur américain, reconnu pour ses contributions à la géo-ingénierie et à la recherche technologique avancée. Associé principalement au Laboratoire national de Lawrence Livermore, il a co-développé des concepts visant à moduler le climat terrestre, notamment à travers des propositions comme le réseau de diffraction pour dévier le rayonnement solaire.

## Biographie
Roderick Hyde obtient son doctorat en ingénierie aéronautique et astronautique au Massachusetts Institute of Technology (MIT). Il rejoint ensuite le Laboratoire national de Lawrence Livermore, où il travaille sur des projets liés à la défense et à la technologie spatiale. Collaborateur fréquent de chercheurs comme Edward Teller et Lowell Wood, il participe à des initiatives telles que l’Initiative de défense stratégique (connue sous le nom de "Star Wars") dans les années 1980.
Hyde est également connu pour son impressionnant portefeuille de brevets, dépassant les 2 000 dépôts aux États-Unis, souvent en collaboration avec des collègues du laboratoire ou d’organisations comme Intellectual Ventures. Ses travaux couvrent des domaines variés, allant des systèmes énergétiques aux technologies biomédicales.

## Contributions à la géo-ingénierie
En 1997, avec Edward Teller et Lowell Wood, Hyde propose un réseau de diffraction spatial, une structure légère de 3 000 tonnes placée au point de Lagrange L1, destinée à dévier une partie du rayonnement solaire pour contrer le réchauffement climatique. Ce concept vise à réduire l’énergie solaire atteignant la Terre, mais les auteurs notent en 2002 que des solutions stratosphériques pourraient être plus pratiques avec les technologies de l’époque.
Ses recherches s’étendent également à d’autres idées novatrices, comme des systèmes de propulsion spatiale par explosions de fusion nucléaire et une "fontaine spatiale" pour transporter des objets en orbite terrestre.